# Paul Pedersen
Paul Pedersen (Halden, 18 de setembro de 1886 — Halden, 16 de agosto de 1948) foi um ginasta norueguês que competiu em provas de ginástica artística. 
Pedersen é o detentor de duas medalhas olímpicas, conquistadas em duas diferentes edições. Nas Olimpíadas de Londres, em 1908, competiu como ginasta na prova coletiva. Ao lado de outros 29 companheiros, conquistou a medalha de prata, após superar a nação da Finlândia e encerrar atrás da seleção sueca. Quatro anos mais tarde, em Estocolmo, saiu-se medalhista de bronze na prova por equipes do sistema sueco, cuja nação campeã foi a da Suécia.